# Shakespears Sister
Shakespears Sister (originalmente Shakespeare's Sister) fue inicialmente un grupo de música synth pop/rock formado por la excantante y compositora irlandesa del grupo Bananarama, Siobhan Fahey en 1988, el mismo año que abandona Bananarama. Originalmente ella era la única cara visible; posteriormente en 1989, la cantante de coros Marcella Detroit (nacida y conocida como Marcella Levy, cambió su nombre artístico al unirse a este grupo) pasó a primer plano ya que London Records presentó la banda como un dúo.
El nombre está tomado del título de la canción "Shakespeare's Sister", de The Smiths, que hace referencia a la sección del ensayo feminista de Virginia Woolf A Room of One's Own, en el cual Woolf argumenta que si William Shakespeare hubiese tenido una hermana de igual talento, como mujer ella no hubiera tenido la oportunidad de aprovecharlo.
El nombre de la banda perdió su "e" final cuando un amigo hizo un logo en madera para Fahey y cometió un error al escribir "Shakespear". En cuanto al apóstrofo, la tapa de su primer álbum, Sacred Heart, claramente lo incluye (Shakespear's Sister), pero este detalle también se fue perdiendo por descuido y apatía.
Literalmente, el nombre de la banda significa La hermana de Shakespeare; frecuentemente es escrito incorrectamente usando la palabra Sisters (en plural), lo que haría referencia a Las hermanas de Shakespeare, probablemente debido al hecho de que el grupo estuviese formado por dos mujeres.

## Historia

### La etapa Fahey-Detroit
De 1988 a 1993 Shakespears Sister lanzaron dos discos, Sacred Heart y Hormonally Yours.
Tanto Fahey como Detroit habían demostrado gran talento tanto para la composición de temas como para el canto. Así, esta etapa fue de gran creatividad para el grupo por el nivel de originalidad de las canciones que crearon, aprovechando además la atractiva mezcla de sus voces: la grave voz de Fahey y la voz de soprano de Detroit.
El sencillo "Stay" es su trabajo más conocido, llegando al número uno en las listas de sencillos tanto en el Reino Unido (por ocho semanas, uno de los más largos en la historia de la lista) como en Irlanda. Fue su entrada más exitosa a las listas del Reino Unido, siendo la única vez que llegaron al top cinco. El sencillo también se convirtió en su mayor éxito en Estados Unidos, alcanzando el número cuatro del Billboard Hot 100 en 1992. El vídeo musical extravagante y futurístico fue también un éxito, si bien algo controversial. En él, Fahey representa a la Muerte y lucha con Detroit por el destino de su moribundo amante en una alegoría de la vida y la muerte que reflejaba sus propias luchas interiores.
A pesar de ser ésta la interpretación más popular del vídeo, en realidad era parte de una historia que Fahey y la directora del vídeo, Sophie Muller, querían convertir en película, basada en el film de 1953 Catwomen of the moon (Mujeres-gato de la Luna) donde estas criaturas, que son las únicas habitantes de la Luna, secuestran hombres de la Tierra para poder reproducirse, y luego los matan.
Tres canciones que sobrevivieron al malogrado proyecto integraron el segundo álbum de la banda, Hormonally Yours: "Catwoman", "Moonchild" y "Stay". Lo que en realidad representa el vídeo de esta última, dentro de la trama de la película, es a una de las mujeres-gato enamorándose de un hombre de la Tierra y ayudándolo a escapar, en vez de matarlo. Al escapar, ella sabe que no volverá a verlo, y eso motiva la letra de la canción.
Después de una gira que duró un año, en 1992, Fahey canceló una gira por Europa debido a agotamiento físico y emocional, y luego ingresó en una clínica psiquiátrica con una severa depresión.
Cuando las nominaciones de 1993 para el Brit Awards fueron anunciadas, a finales de 1992, era obvio que Shakespears Sister habían tenido un impacto importante en la música popular británica. Las nominaciones incluyeron: Mejor grupo, Mejor álbum, Mejor vídeo, Mejor sencillo, y Mejor cantante femenina (por Fahey). Sin embargo, solo ganaron el de Mejor vídeo por la canción Stay, aunque este reconocimiento tuvo el valor agregado de haber sido votado por el público británico.
En 1993, "My 16th Apology" fue lanzado como sencillo pero no logró ingresar al top 40 del Reino Unido. Al poco tiempo, en los premios Ivor Novello de 1993, Fahey anunció la separación con Marcella Detroit. Aunque nunca hubo confirmación oficial, las versiones más persistentes indicaron que Detroit se consideraba relegada dentro del dúo, a pesar de aportar su enorme voz, la capacidad de tocar instrumentos (en lo que Fahey no tiene gran talento) y su activa colaboración para escribir los temas, en tanto que Fahey parecía llevarse la mayor parte del reconocimiento.
Supuestamente, el dúo no ha hablado desde entonces.

### Fahey sigue como solista
Shakespears Sister continua con Fahey por su cuenta, y en 1994 ella graba "Prehistoric Daze" para la BSO de la película The Flintstones, así como "Waiting" para el film de Sadie Frost y Jude Law Shopping.
En 1996, Fahey reaparece de nuevo como Shakespears Sister con el sencillo "I can drive", elegido por la compañía discográfica en lugar de la elección de Fahey "Do I scare you". Después de que el sencillo llegara al número 30, London Records se negó a lanzar el álbum. Fahey luego se separa de la compañía, dejando el álbum sin lanzar.
Este año también marca el divorcio de Fahey con David A. Stewart, la pareja había estado casada desde 1987.
En 2003, Fahey recupera las grabaciones del álbum #3, el cual había sido grabado en 1995-1996. El álbum finalmente fue lanzado en forma independiente en 2004 por la propia compañía discográfica de Fahey, SF Records.
Una retrospectiva en CD y DVD de los grandes éxitos (The Best of Shakespears Sister) fue también lanzada a finales de 2004, conteniendo todos los sencillos y vídeos musicales del grupo, así como canciones planeadas para el álbum #3. Otro álbum de recopilaciones, Long Live the Queens!, presentando una lista de remezclas y lados B, fue lanzado a finales de 2005.
Un tema recurrente en muchas canciones de Shakespears Sister refiere a marcharse y a la culpa ("You're History", "Goodbye Cruel World", "You Made Me Come to This", "I Don't Care"). En entrevistas, las actuales miembros de Bananarama, Sara Dallin y Keren Woodward, han insinuado que esas canciones se refieren a ellas.

### El regreso y Songs From The Red Room
Siobhan Fahey comenzó a escribir nuevas canciones junto a los antiguos miembros de la banda Clare Kenny y Stephen Gallifant en el año 2000, con la intención de crear su primer álbum solista. El álbum estaba previsto para ser lanzado en 2000, y nuevamente en 2005 con el título "Bad Blood". Sin embargo, ambas versiones fueron canceladas.
El álbum fue anunciado de nuevo en el MySpace oficial de Fahey en febrero de 2008, y una fecha de lanzamiento se dio en octubre de 2009, junto con la lista de canciones del álbum. También se reveló que el álbum sería lanzado bajo el nombre de Shakespears Sister en lugar de como un álbum en solitario.
"Songs from the Red Room", fue lanzado el 16 de noviembre de 2009, en el propio sello de Fahey, SF Records. Para promoverlo Fahey y la banda realizó un concierto en vivo por primera vez en casi 15 años como Shakespears Sister en Hoxton, Londres, el 20 de noviembre de 2009, y concluyó con una corta gira por Reino Unido en abril de 2010.
El 29 de marzo de 2010 fue lanzado en forma de EP el primer sencillo oficial de este álbum, "It's A Trip" que incluye varias remezclas, además de canciones extras como "Dedication" y una versión remezclada de "Heroine".

## Discografía

### Álbumes de estudio
| Año  | Álbum                   | UK | EUA | AUS | NZ | Additional information                                                                                         |
| ---- | ----------------------- | -- | --- | --- | -- | --- |
| 1989 | Sacred Heart            | 9  | -   | 22  | -  | Álbum debut, con algunas diferencias entre las versiones estadounidense y europea                              |
| 1992 | Hormonally Yours        | 3  | 56  | 20  | 17 | Relanzado en 1993 con diferentes versiones de algunos tracks.                                                  |
| 2004 | #3                      | -  | -   | -   | -  | Siobhan Fahey sin Marcella Detroit, grabado entre 1995-1996 y publicado de manera independiente en el año 2004 |
| 2009 | Songs from the Red Room | -  | -   | -   | -  | Colección de grabaciones realizadas para el álbum solista de Siobhan Fahey                                     |
| 2011 | Cosmic Dancer           | -  | -   | -   | -  | Versiones de otros artistas y nuevas versiones propias                                                         |

### Recopilatorios
| Año  | Álbum                          | UK | Información adicional                                                                         |
| ---- | ------------------------------ | -- | --------------------------------------------------------------------------------------------- |
| 2004 | The Best of Shakespears Sister | -  | CD/DVD, contiene los grandes éxitos y todos los videos musicales de la banda entre 1988-1996. |
| 2005 | Long Live the Queens!          | -  | Recopila los lados b, remezclas y rarezas del primer periodo de la banda                      |

### EPs
| Año  | Título      | Notas                                                                     |
| ---- | ----------- | ------------------------------------------------------------------------- |
| 2010 | It's a Trip | EP con remezclas publicado para promover el álbum Songs from the Red Room |

### Sencillos
| Año  | Título                                     | UK Singles Chart | IRL | EUA Hot 100 | AUS | NZ | SUE | SUI | Álbum                   | Notas                                           |
| ---- | ------------------------------------------ | ---------------- | --- | ----------- | --- | -- | --- | --- | ----------------------- | ----------------------------------------------- |
| 1988 | "Break My Heart (You Really)" / "Heroine]" | -                | -   | -           | -   | -  | -   | -   | Sacred Heart            |                                                 |
| 1989 | "Heroine"                                  | -                | -   | -           | -   | -  | -   | -   | Sacred Heart            | Solo para EE. UU. y Canadá                      |
| 1989 | "You're History"                           | 7                | 12  | -           | 20  | 28 | 8   | -   | Sacred Heart            | Primer sencillo lanzado como dúo                |
| 1989 | "Run Silent"                               | 54               | -   | -           | 47  | -  | -   | -   | Sacred Heart            |                                                 |
| 1990 | "Dirty Mind"                               | 71               | -   | -           | 65  | -  | -   | -   | Sacred Heart            | Versión remezclada conocida como "1990 Version" |
| 1991 | "Goodbye Cruel World"                      | 59               | -   | -           | -   | -  | -   | -   | Hormonally Yours        |                                                 |
| 1992 | "Stay"                                     | 1                | 1   | 4           | 3   | 5  | 1   | 2   | Hormonally Yours        |                                                 |
| 1992 | "Black Sky"                                | -                | -   | -           | -   | -  | -   | -   | Hormonally Yours        | Solo uso Promocional                            |
| 1992 | "I Don't Care"                             | 7                | 10  | 55          | 18  | 11 | 38  | 28  | Hormonally Yours        |                                                 |
| 1992 | "Goodbye Cruel World"                      | 32               | -   | -           | -   | -  | -   | -   | Hormonally Yours        | Relanzamiento                                   |
| 1992 | "Hello (Turn Your Radio On)"               | 14               | 27  | -           | 97  | 43 | 20  | 9   | Hormonally Yours        |                                                 |
| 1993 | "My 16th Apology"                          | 61               | -   | -           | -   | -  | -   | -   | Hormonally Yours        | Último sencillo con Marcella Detroit            |
| 1996 | "I Can Drive"                              | 30               | -   | -           | -   | -  | -   | -   | #3                      | Siobhan Fahey sola                              |
| 2009 | "It's A Trip"                              | 30               | -   | -           | -   | -  | -   | -   | Songs from The Red Room | Siobhan Fahey sola                              |
| 2011 | "Dancing Barefoot"                         | -                | -   | -           | -   | -  | -   | -   | Cosmic Dancer           | Siobhan Fahey sola                              |
| 2011 | "Someone Else's Girl"                      | -                | -   | -           | -   | -  | -   | -   | Cosmic Dancer           | Siobhan Fahey sola                              |
| 2011 | "Really Sayin' Somethin'"                  | -                | -   | -           | -   | -  | -   | -   |                         | Siobhan Fahey sola                              |
| 2011 | "Do I Scare You?" (con Billy Mackenzie)    | -                | -   | -           | -   | -  | -   | -   | #3                      | Siobhan Fahey sola                              |

Notas
- Ciertas versiones para canciones de "Songs From The Red Room" ("Bitter Pill", "Cold", "Pulsatron" and "Bad Blood") fueron publicadas como singles de Siobhan Fahey como solista.